# Sō Yoshitoshi
Sō Yoshitoshi (宗 義智?   1568 – 31 de enero de 1615) fue un daimyō (señor feudal) del clan Sō del dominio de Tsushima en la isla Tsushima a finales del periodo Sengoku de Japón y en el periodo Edo. Su nombre a veces se lee como Yoshitomo. Bajo la influencia de Konishi Yukinaga, fue bautizado y aceptó el nombre de "Dario". Participó en las invasiones de Corea de Toyotomi Hideyoshi en la década de 1590 y dirigió una fuerza en el Asedio de Busan.
El clan Sō no participó en la Batalla de Sekigahara en 1600; sin embargo, al clan Sō tozama se le permitió continuar gobernando Tsushima.

## Primeros años

Mon del clan Sō

Yoshitoshi fue el quinto hijo de Sō Masamori; su esposa, que tomó el nombre de bautismo de María, era hija de Konishi Yukinaga. Yoshitoshi se convirtió en el jefe de la familia en 1580, después de que su padre adoptivo, Sō Yoshishige, fuera derrotado y Tsushima conquistada, en un preludio a la Campaña de Kyūshū de Toyotomi Hideyoshi.

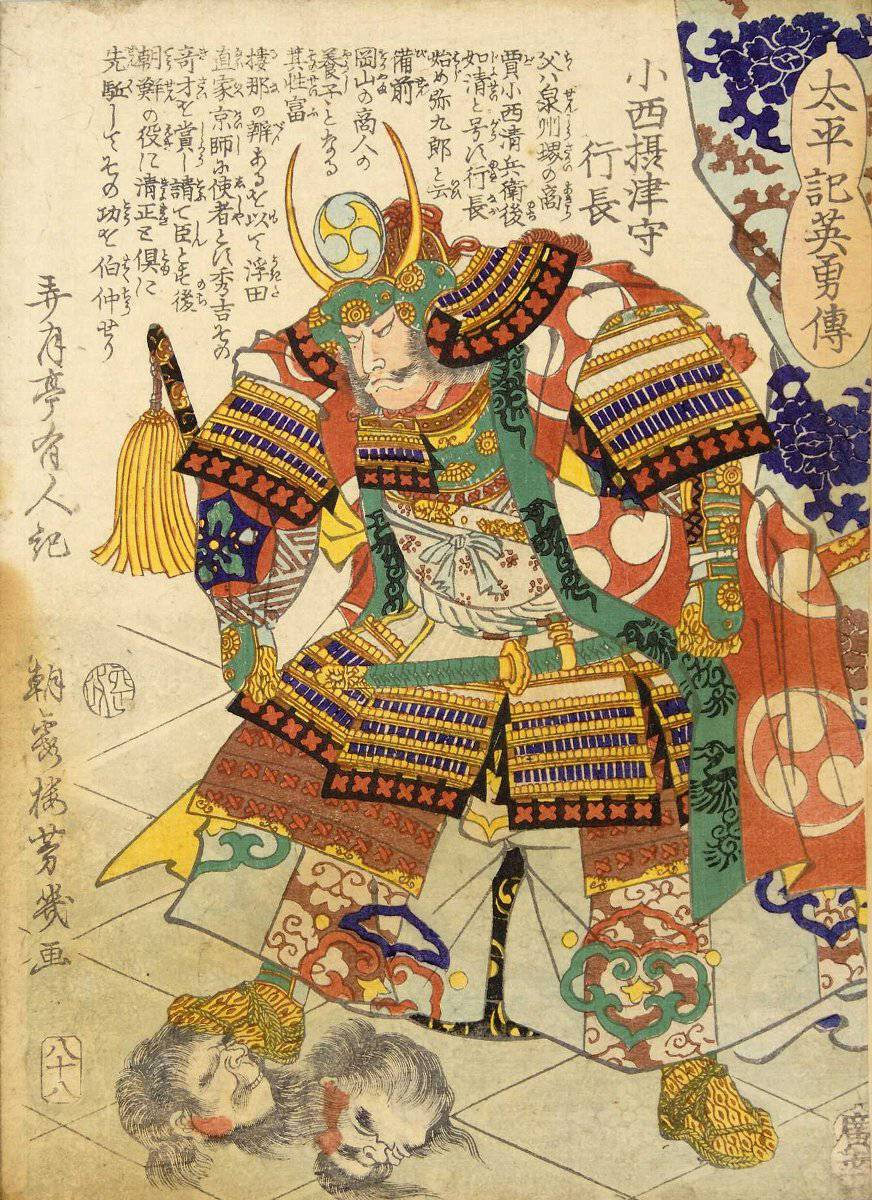
Ukiyo-e de Konishi Yukinaga

En 1587, Toyotomi Hideyoshi confirmó la posesión de Tsushima por parte del clan Sō. Yoshitoshi entró así al servicio de Hideyoshi; una de las primeras tareas importantes que emprendió en nombre de Hideyoshi fue organizar las negociaciones con Corea como representante de Hideyoshi. Hideyoshi, para cumplir con las ambiciones de su difunto señor Oda Nobunaga, cuya autoridad y dominios había asumido y expandido después de la muerte de Nobunaga, tenía la conquista de la China Ming como su objetivo final. (Razones prácticas, como la clase guerrera enormemente expandida y la gran cantidad de fuerzas armadas que comandaba inmediatamente después de la unificación de Japón por parte de Hideyoshi, también jugaron un papel más importante en el razonamiento de Hideyoshi; estas fuerzas en realidad representaban una amenaza potencial para la estabilidad interna de Japón y posiblemente para los planes de Hideyoshi para la sucesión dinástica). Hideyoshi esperaba restablecer relaciones diplomáticas con Corea Joseon y esperaba inducir a Corea a unirse a sus planes para una campaña contra China; por lo tanto, en 1589 se le encargó a Yoshitoshi entregar a Corea Joseon la demanda de Hideyoshi de que Corea se uniera/participara en la campaña planeada de Hideyoshi contra China o enfrentaría la guerra con Japón.

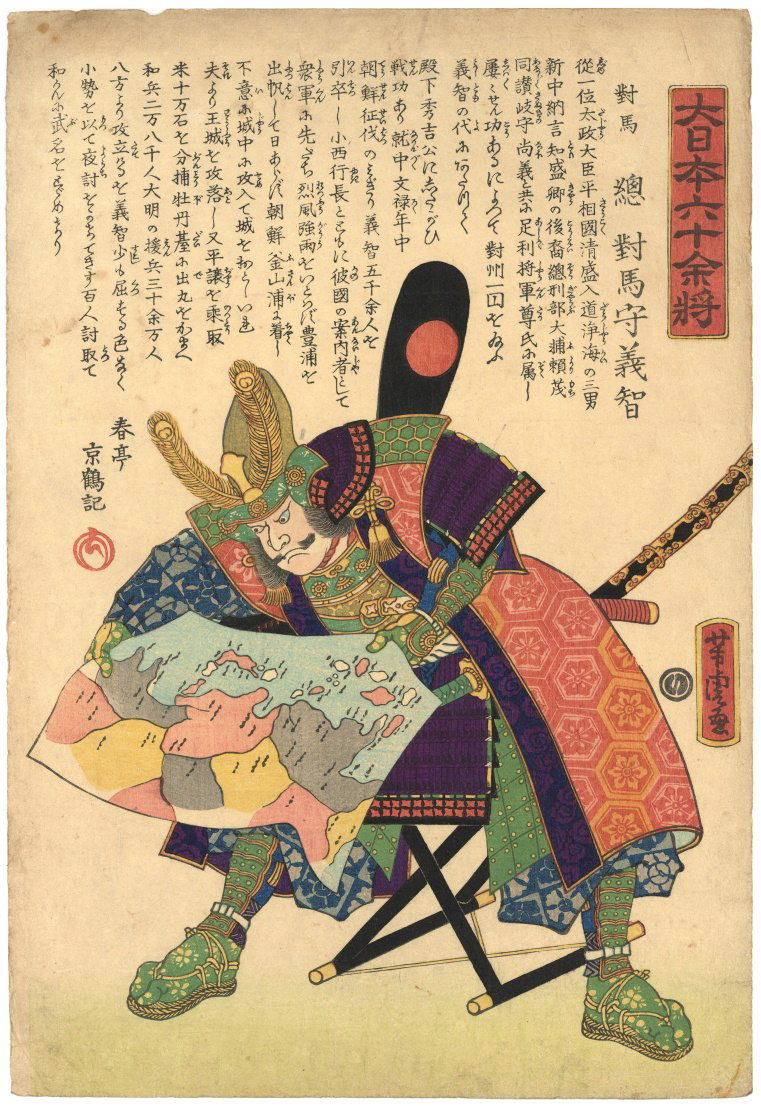
Sō Yoshitoshi

La casa de Yoshitoshi, que tenía privilegios comerciales especiales con Corea (Tsushima en ese momento era el único punto de control para todos los barcos japoneses que iban a Corea), tenía un interés personal en prevenir el conflicto entre Corea y Japón, y Yoshitoshi retrasó las conversaciones (fue asignado a la segunda misión de Hideyoshi a Corea, después de que la primera en 1587 hubiera fracasado
) durante casi dos años. Después de que Hideyoshi renovara sus demandas y presionara a Yoshitoshi para que entregara su mensaje, Yoshitoshi, en lugar de entregar las demandas de Hideyoshi, redujo la visita a la corte coreana a una campaña para mejorar las relaciones entre los dos países, y pudo asegurar una misión diplomática coreana a Japón, que llegó en 1590. El mensaje que los enviados coreanos recibieron de Hideyoshi, redactado de nuevo como se le había solicitado por considerar que era demasiado descortés, invitaba a Corea a someterse a Japón y unirse a una guerra contra China.
Como Joseon era un estado tributario y aliado de la China Ming, el rey Seonjo se negó a permitir el paso seguro de las tropas japonesas a través de Corea para invadir China; Hideyoshi planeó entonces una invasión militar de Corea como primer paso para lograr su objetivo final de conquistar China. Yoshitoshi jugó un papel crucial en el comienzo de las invasiones de Corea de Hideyoshi; debido a su dominio de la ubicación estratégica de Tsushima entre Corea y Japón, así como a su conocimiento y experiencia con Corea, Yoshitoshi recibió la tarea de liderar el primer asalto terrestre importante de la guerra (el Asedio de Busan, el 13 de abril de 1592), apoyado por su suegro, el daimyo Konishi Yukinaga. Yoshitoshi continuó su mando a través de varios enfrentamientos posteriores. Finalmente, las campañas en Corea terminaron en fracaso en 1598, pero Yoshitoshi pudo regresar a sus dominios en Tsushima, donde más tarde recibiría noticias de la Batalla de Sekigahara en 1600.

## Después de Sekigahara
Poco después de que la noticia de la derrota del clan Toyotomi en la batalla de Sekigahara llegara a la corte de Joseon, Tokugawa Ieyasu inició en 1600 un proceso de restablecimiento de relaciones diplomáticas. Como gesto inicial y como garantía de un progreso futuro, algunos prisioneros de Joseon fueron liberados en la isla de Tsushima. En respuesta, un pequeño grupo de mensajeros bajo el liderazgo de Yujeong fueron enviados a Kioto para investigar más a fondo. Con la ayuda de Sō Yoshitomo, se organizó una audiencia con Ieyasu en el castillo de Fushimi en Kioto.
En 1603, Tokugawa Ieyasu estableció un nuevo shogunato; y a Sō Yoshitoshi se le concedió oficialmente el Dominio de Fuchū (100.000 koku) en la Provincia de Tsushima.

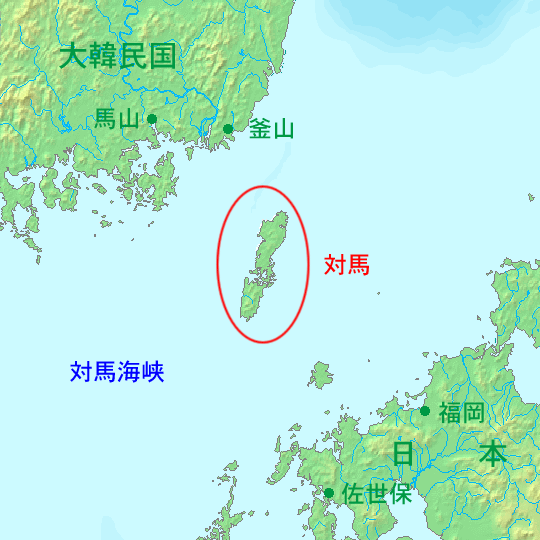
Isla de Tsushima

En 1604, Yujeong confirmó el interés de Joseon en desarrollar más contactos; y el shōgun Tokugawa respondió liberando a 1.390 prisioneros de guerra.
En la continuación de las conversaciones diplomáticas para lograr unas relaciones pacíficas, en 1606 Joseon amplió sus condiciones y exigió que el shogun escribiera una carta formal solicitando la paz y la extradición de los soldados japoneses que habían profanado las Tumbas Reales de Joseon cerca de Hanseong. Al darse cuenta de que el shogunato nunca accedería a tal solicitud, Sō Yoshitoshi envió una carta falsificada y un grupo de criminales en su lugar; La gran necesidad de expulsar a los soldados Ming empujó a Joseon a aceptar y enviar un emisario en 1608. El resultado fue el regreso de los prisioneros de Joseon y la restauración de las relaciones diplomáticas y comerciales entre los dos países.
Los descendientes de Yoshitomo mantuvieron este dominio hasta la abolición del sistema han. Los Sō seguirían siendo los intermediarios del shogunato con el gobierno de Joseon durante todo el periodo Edo (1603–1868); y el clan se beneficiaría política y económicamente.
Como representantes y portavoces de los Tokugawa, los Sō ayudaron a garantizar una serie continua de importantes misiones Joseon a Edo (Misiones Joseon al shogunato Tokugawa). Estas beneficiaron a los japoneses como propaganda legitimadora del bakufu (shogunato Tokugawa) y como elemento clave en una manifestación emergente de la visión ideal de Japón de la estructura de un orden internacional, con Edo como su centro.
En 1884, el jefe de esta línea de clan fue ennoblecido como "conde".